# 염동균 (권투 선수)
염동균(廉東均, 1950년 11월 10일 ~ )은 대한민국의 권투 선수이다. 전 세계복싱평의회(WBC) 슈퍼밴텀급 챔피언.

## 생애
충청북도 옥천 출신. 1970년 3월 7일 프로 데뷔. 1976년 11월 24일 일본의 로열 고바야시를 물리치고 WBC 슈퍼밴텀급 챔피언 등극. 한국 첫 WBC 챔피언. 통산 전적 66전 54승(21KO) 5패7무. 2010년 10월1일 한국권투인협회(KBI) 제5대 회장 취임.